# Cnemoplites gahani
Cnemoplites gahani är en skalbaggsart som beskrevs av Auguste Lameere 1912. Cnemoplites gahani ingår i släktet Cnemoplites och familjen långhorningar. Inga underarter finns listade i Catalogue of Life.